# Убийство Эяля Хаддада
Убийство Эяля Хаддада произошло 20 августа 2022 года во Франции. 34-летний еврей Хаддад был убит в Лонперье (к северо-востоку от Парижа), своим соседом-мусульманином, 24-летним Мухаммедом Дриди, имевшим историю антисемитской деятельности в соцсетях.

## События
Мухаммед Дриди явился в полицию 23 августа 2022 года и признался в убийстве, заявив при этом, что Хаддад, живший с ним по соседству, задолжал ему 100 евро и не вернул их. Он также признался, что убил Хаддада, потому что тот был евреем. Позже он добавил к этому обвинение жертвы в сексуальных домогательствах.
Дриди сообщил, что пытался закопать останки убитого; он сжёг лицо жертвы, чтобы затруднить идентификацию тела. На теле были обнаружены раны, нанесённые топором и ножом.

## Жертва
Убитый Эяль Хаддад был уроженцем острова Джерба (Тунис) и проживал во Франции, также имея гражданство Израиля и родственников в израильском городе Беэр-Шева. По причинам, связанным со здоровьем, на момент убийства он был безработным. Он был похоронен в Беэр-Шеве.

## Убийца
Признавшийся в убийстве Мухаммед Баха Дриди, по данным телеканала CNews, нелегально въехал во Францию в 2017 году, и ему было приказано покинуть Францию в 2018 и 2022 годах. Ранее он неоднократно размещал в соцсетях антисемитские посты, демонстрируя склонность к исламскому экстремизму и антиизраильским настроениям.
Так, в 2019 году Дриди опубликовал видео, на котором он, прикрыв лицо, сжигает израильский флаг на фоне алжирского флага. Позже он перепостил в Facebook заметку со словами «наши палестинские братья и их операции с ножами», содержавую видео, на котором палестинские террористы нападают на израильтян с ножами, а также ещё одно видео, на котором запечатлено убийство израильского солдата. Он также делился видео салафитского проповедника Мустафы аль-Адави, оправдывающим убийство Самюэля Пати (учителя французского языка) в 2020 году исламистом. Дриди также был подписан на аккаунт в Facebook саудовского имама шейха Саада аль-Атика, неоднократно призывавшего к убийству христиан и евреев.
За два дня до убийства Дриди изменил фото своего профиля в Facebook, добавив текст: «Нет бога, кроме Аллаха, и Мухаммед — его посланник».

## Расследование
Изначально французские следователи, как сообщается, рассматривали возможность того, что нападение не носило принципиально антисемитского характера, а стало результатом личной ссоры. Глава Национального бюро бдительности против антисемитизма счёл, что французская полиция недостаточно серьезно относится к антисемитизму.

## Реакция
Убийство было осуждено рядом еврейских и правозащитных организаций; многие из них призвали расследовать антисемитский мотив.